# Salvador Farfán
Salvador Farfán (1932. június 22. – 2023. március 7.) mexikói válogatott labdarúgó, középpályás.

## Pályafutása
Klubkarrierje során két csapatban, a Club América és az Atlante együtteseiben játszott.
A válogatottal elutazott az 1962-es vb-re, azonban nem lépett pályára. Két meccsét a nemzeti csapatban egy évvel korábban játszotta.